# آرامگاه امامزادگان هاشم و محتشم
بقعه امامزادگان هاشم و محتشم مربوط به سدهٔ ۱۰ ه.ق است و در شهرستان مشهد، بخش احمدآباد، روستای پیوه ژن واقع شده و این اثر در تاریخ ۱۰ دی ۱۳۸۱ با شمارهٔ ثبت ۶۶۶۶ به‌عنوان یکی از آثار ملی ایران به ثبت رسیده است.